# Ștefănești (okręg Călărași)
Ștefănești – wieś w Rumunii, w okręgu Călărași, w gminie Ileana. W 2011 roku liczyła 686 mieszkańców.